# Campanula divaricata
Campanula divaricata är en klockväxtart som beskrevs av André Michaux. Campanula divaricata ingår i släktet blåklockor, och familjen klockväxter. Inga underarter finns listade i Catalogue of Life.

## Bildgalleri

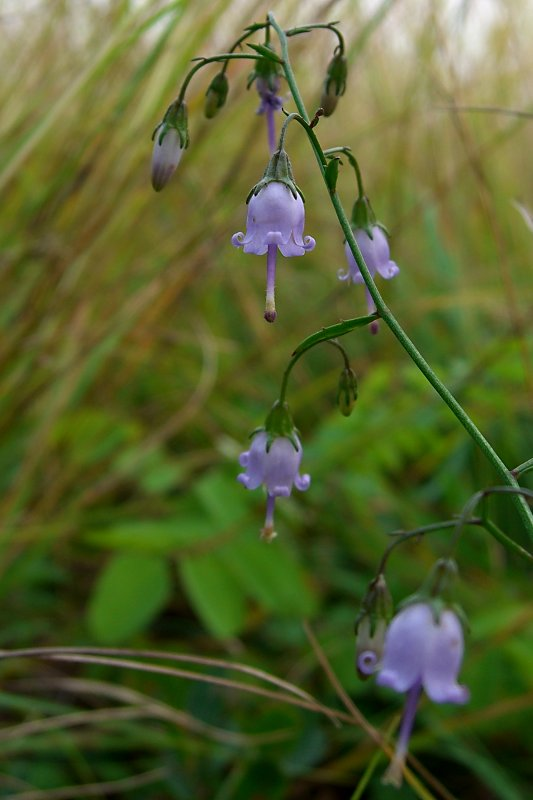
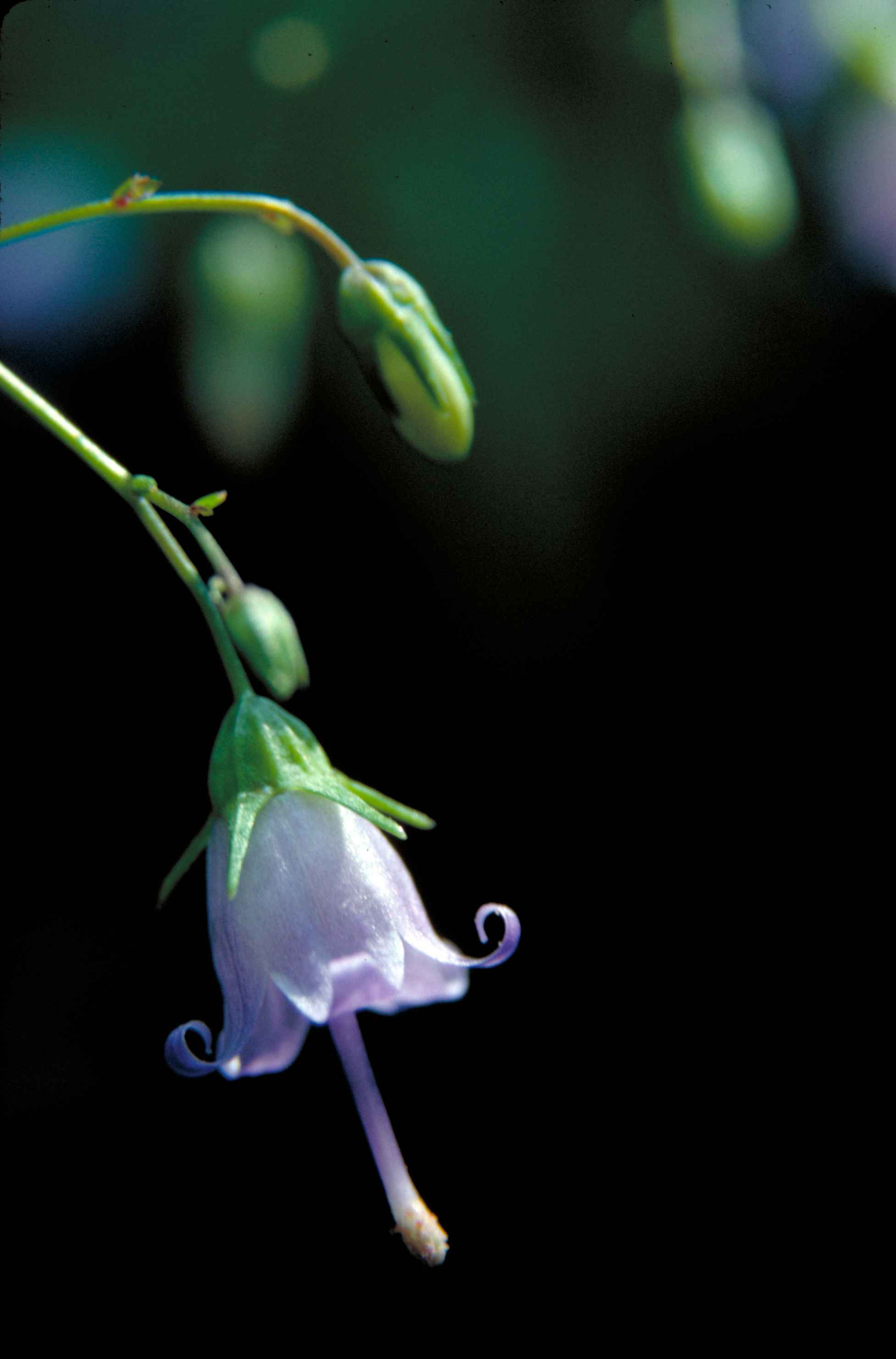